# Leistungsstaat
Der Begriff des Leistungsstaates (productive state) wurde vom Wirtschafts- und Politikwissenschaftler James M. Buchanan als Konzept eingeführt, das als Gegenpol zum klassischen Rechtsschutzstaat (protective state) wirken soll. Den Rechtsschutzstaat leitet Buchanan aus Thomas Hobbes’ Staatsphilosophie ab. Dieser – alleine genommen – könne jedoch laut Buchanan zu einer Benachteiligung der im Staat minder Begünstigten (etwa der Armen) führen. Der Leistungsstaat hat die Aufgabe, öffentliche Güter zu produzieren und die elementare soziale Sicherheit – etwa mithilfe sozialer Einrichtungen – zu gewährleisten.
Nach Buchanan finde die an Hobbes angelehnte „naturzustandsbedingte Machtungleichheit“ auch nach Verfassungseinführung im gesellschaftlichen System ihren Niederschlag, was einen weiteren Grund darstellt, den Leistungsstaat als Ausgleich bzw. als Entlohnung oder gar „Duldungsprämie“ für die Zustimmung der Armen zur Verfassung – also im Sinne eines strikten Tauschparadigmas.
Kritik am Konzept wird unter anderem an der Art der Einführung des Leistungsstaates gesehen, die nämlich nicht anhand der tatsächlichen (konkreten) Zustimmung der Armen erfolgt, sondern diese nur abstrakt angenommen wird.